# Taku Harada
Taku Harada (japanisch 原田 拓 Harada Taku; * 27. Oktober 1982 in der Präfektur Kumamoto) ist ein ehemaliger japanischer Fußballspieler.

## Karriere
Harada erlernte das Fußballspielen in der Schulmannschaft der Ozu High School. Seinen ersten Vertrag unterschrieb er 2001 bei den Nagoya Grampus Eight. Der Verein spielte in der höchsten Liga des Landes, der J1 League. Für den Verein absolvierte er sieben Erstligaspiele. 2004 wechselte er zum Ligakonkurrenten Ōita Trinita. Für den Verein absolvierte er 28 Erstligaspiele. Im Juni 2005 wechselte er zum Ligakonkurrenten Kawasaki Frontale. 2006 und 2008 wurde er mit dem Verein Vizemeister der J1 League. Für den Verein absolvierte er 36 Erstligaspiele. 2009 wechselte er zum Zweitligisten Roasso Kumamoto. Für den Verein absolvierte er 186 Ligaspiele. Ende 2014 beendete er seine Karriere als Fußballspieler.

## Erfolge
Kawasaki Frontale
- J1 League

Vizemeister: 2006, 2008
- J.League Cup

Finalist: 2007